# Fatmir Frashëri
Fatmir Frashëri (Tirana, 30 novembre 1939 – 19 luglio 2019) è stato un calciatore e allenatore di calcio albanese, di ruolo difensore.

## Carriera

### Nazionale
Ha collezionato 12 presenze con la nazionale albanese.